# Stefan Fadinger

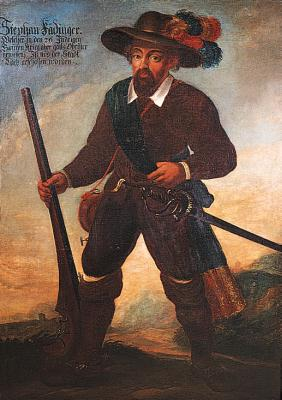
Stefan Fadinger auf einem zeitgenössischen Gemälde

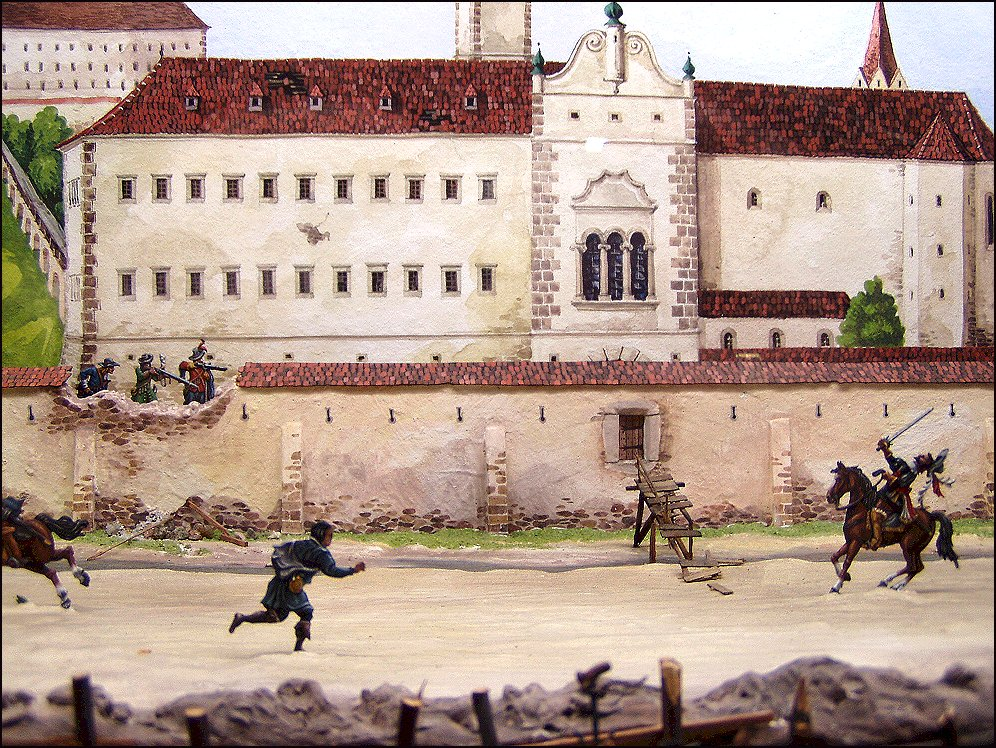
Verwundung Stefan Fadingers – Zinnfigurendiorama aus dem Peuerbacher Bauernkriegsmuseum

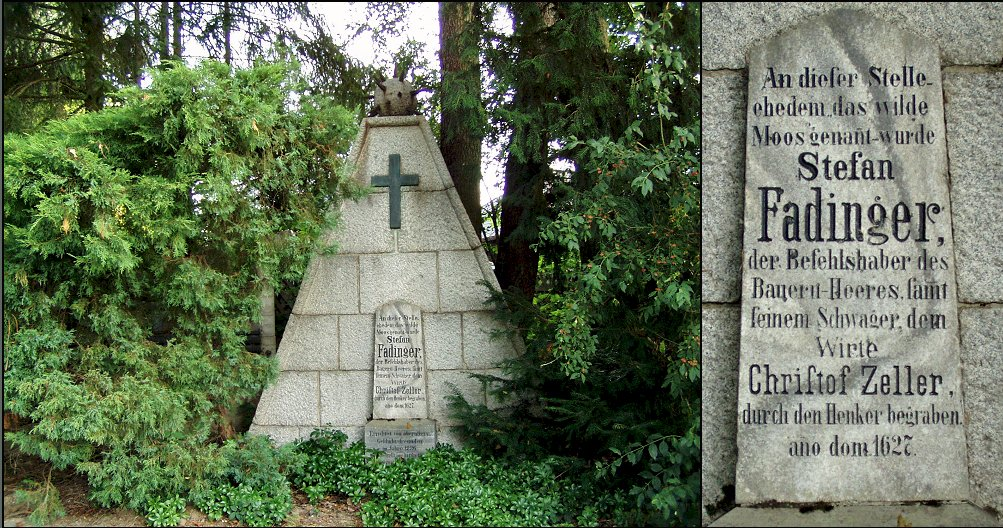
Stefan-Fadinger-Grabmal im Seebacher Moos

Stephan Fadinger, laut Heimatforschung Fattinger, (* um 1585 in Parz, heute bei St. Agatha; † 5. Juli 1626 in Ebelsberg bei Linz) war Bauer und Oberhauptmann der aufständischen Bauern des Traun- und Hausruckviertels im oberösterreichischen Bauernkrieg.

## Leben
Bereits in seiner Jugend sammelte Fadinger Erfahrung als Soldat. Im Jahre 1616 übernahm er den Landwirtschaftsbetrieb seines Vaters. Er hatte zwei Söhne, Michael und Paul.
Nachdem der bayerische Statthalter Adam Graf von Herberstorff eine Rebellion gegen die gewaltsame Einsetzung eines katholischen Pfarrers im Frankenburger Würfelspiel vom Mai 1625 grausam hatte sanktionieren lassen, war die Bauernschaft Oberösterreichs in Aufruhr und genoss Solidarität auch unter den nichtbäuerlichen Schichten. Stefan Fadinger plante mit seinem Schwager Christoph Zeller einen landesweiten Aufstand zu Pfingsten 1626. Zwei Wochen vor dem Termin gab jedoch eine Wirtshausrauferei in Lembach im Mühlkreis, bei der einige bayrische Soldaten zu Tode kamen, den Anlass zum Losschlagen. Am 22. Mai wurde der charismatische Anführer, der seine Heerschar mit strenger Hand führte und immer Leibwachen um sich hatte, von den Bauern zum Oberhauptmann des Traun- und Hausruckviertels gewählt. Er vereinigte die einzelnen Bauerngruppen und konnte in relativ kurzer Zeit Eferding, Wels, Kremsmünster und Steyr besetzen.
Bei der Belagerung von Linz wurde Fadinger am Sonntag, dem 28. Juni 1626 auf einem Erkundungsritt an der Stadtmauer, wo er – wie auch schon die Tage davor – eine günstige Angriffsstelle auskundschaften wollte, von am Dach des Landhauses postierten Schützen angeschossen und schwer verwundet. Sein Pferd kam durch die Schüsse ums Leben, er flüchtete zu Fuß nach Ebelsberg. In seinem dortigen Hauptquartier am heutigen Fadingerplatz erlag er am 5. Juli einer Blutvergiftung.
Nachfolger als Bauernführer wurde sein Schwager Zeller. Nach dessen Tod am 18. Juli konnten die Aufständischen keine wesentlichen Erfolge mehr erreichen.
Der bayerische Statthalter Herberstorff ließ im Jahr nach Beendigung des Bauernkrieges die sterblichen Überreste Fadingers im Eferdinger Friedhof exhumieren, enthaupten und mit dem Leichnam von Fadingers Schwager und Kampfgefährten Christoph Zeller im Seebacher Moos (heute Hinzenbach) bei Eferding verscharren. Über ihrem Grab wurde ein Galgen „zu ihrem ewigen schändlichen Nachgedenken“ errichtet. Fadingers Hof wurde niedergebrannt und seine Familie „auf ewig“ des Landes verwiesen. Seine Frau floh mit den Söhnen nach Norddeutschland. Hier fanden sie bei einer adeligen Protestantenfamilie Unterschlupf. Nachkommen seiner Geschwister lebten in St. Agatha. 70 Hektar Grund aus dem Besitz Fadingers fiel an die Herrschaft Stauff.
In der Heimatforschung wurde er fälschlicherweise als Hutmacher bezeichnet. Außerdem soll der korrekte Name Fattinger lauten.

## Bewertung
Stefan Fadinger gilt als zentrale Person der oberösterreichischen Landesgeschichte, seine Biographie machte ihn legendär. Durch sein Rednertalent, sein Charisma und seinen unerschütterlichen Eifer für den Protestantismus erlangte er binnen kürzester Zeit große Popularität. Fadinger war jedoch führungsschwach – er war nicht begeistert, als man ihm den Oberbefehl übertrug – und es ist seiner militärischen Inkompetenz und seinem fehlenden Weitblick zuzuschreiben, dass die Bauern durch ihr zögerliches Verhalten Herberstorff die Möglichkeit gaben, Linz zu befestigen, und somit den Peuerbacher Sieg verschenkten.

Gemeindewappen von St. Agatha mit Motiv aus dem Siegel von Stefan Fadinger

Fadinger und die meisten Bauernführer waren Analphabeten, weshalb einer Schicht von ländlichen Intellektuellen mit dem Verfassen von Beschwerdeschriften und der Führung der Kanzlei eine bedeutende Rolle zukam. Deshalb vermuteten schon zeitgenössische Quellen die Steyrer Bürger Wolf Madlseder und Lazarus Holzmüller als die eigentlichen Drahtzieher des tragischen Geschehens.

## Gedenkstätten und -objekte zu Ehren Fadingers

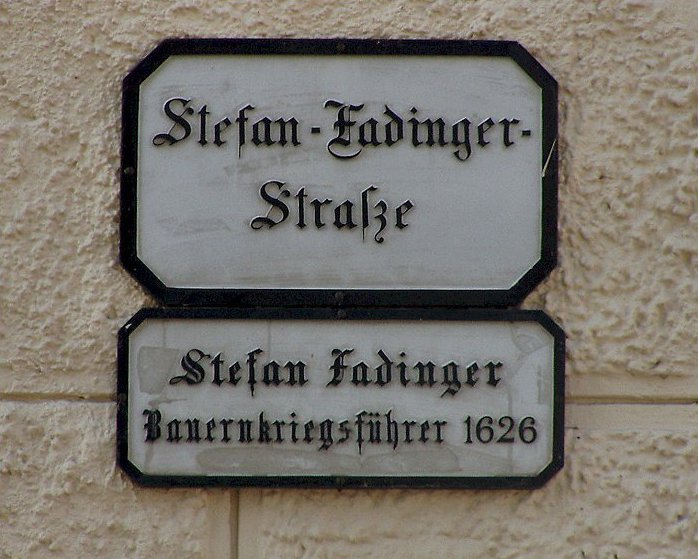
Stefan-Fadinger-Straße in Eferding

Da Stefan Fadinger als gegen die bayerische Besatzung aufständischer Bauer hohes Ansehen in der Bevölkerung genoss, wurden im Laufe der Jahre mehrere Gedenkstätten zu seinen Ehren errichtet und Objekte nach ihm benannt.
- Stefan-Fadinger-Museum in St. Agatha
- Stefan-Fadinger-Straße in Waizenkirchen, Linz, Wels, Eferding, Salzburg, Laakirchen, Attnang-Puchheim, Gmunden und Amstetten
- Stefan-Fadinger-Platz in Wien-Favoriten
- Fadingerplatz in Ebelsberg
- BRG Fadingerstraße (Fadingerschule) in Linz
- Gedenktafel am Haus Nr. 5 in Ebelsberg
- Gedenkstein in Parz (Gemeinde St. Agatha) am vermuteten Standort des Fattingerhofes
- Gedenktafel im Amtsgebäude von St. Agatha
- Stefan-Fadinger-Grabmal im Seebacher Moos in Seebach in der Gemeinde Hinzenbach
- Im Gemeindewappen von St. Agatha findet sich das Siegel Fadingers